# Hainina
Hainina es un género de mamífero extinto de fines del Cretácico al Paleoceno de Europa. Aunque de dimensiones pequeñas logró sobrevivir a los dinosaurios.

## Género
El género Hainina ("de Hainin") fue nombrado en honor a Vianey-Liaud M. en 1979. Este género originalmente era denominado Cimolomyidae. "Asignamos Hainina a Kogaionidae (superfamilia incertae sedis); se diferencia de Kogaionon en tener un esmalte dental rugoso, mientras que el esmalte dental es suave en Kogaionon," (Kielan-Jaworowska & Hurum, 2001, p. 409). Existen registros de restos fechados a fines del Cretácico en Rumania.

## Especies
- Especie: Hainina belgica Vianey-Liaud M., 1979
  - Sitio: Paleoceno de Hainin, Bélgica
- Especie: Hainina godfriauxi Vianey-Liaud M., 1979
  - Sitio: Paleoceno de Hainin, Bélgica
- Especie: Hainina pyrenaica Peláez-Campomanes P., Damms R., López-Martinen N. & Àlvarez-Sierra M. A., 2000
  - Sitio: Paleoceno temprano de la cuenca Tremp, en el sur de los Pirineos en España.
- Especie: Hainina vianeyae Peláez-Campomanes P., Damms R., López-Martinen N. & Àlvarez-Sierra M. A., 2000
  - Sitio: Paleoceno tardío de Cernay, Francia